# Leonidas Zegarra
Leonidas Zegarra Uceda (Parcoy, 2 de febrero de 1949 - Chucuito, 29 de diciembre de 2020) fue un director de cine de Perú que se especializó en cine de serie B. 

## Carrera cinematográfica
Fue precursor del cine peruano regional y autogestionado. Estudió cine en la Universidad de Lima. Ha dirigido largometrajes y también cortos, a la par que fue guionista y productor. Cosechó éxitos cinematográficos en su país natal y en Bolivia, donde llegó a residir.
En 1992 publicó la novela Mensajera de la paz que narra el encuentro de unos niños campesinos con la Virgen María, idea que luego desarrollaría en su película de 2010 María y los niños pobres filmada en La Paz.
Durante la cuarentena por la pandemia de COVID-19 liberó gran parte de su catálogo de películas a través de IMDb.

## Filmografía
Durante su carrera fílmica dirigió más de una treintena de producciones entre cortometrajes y largos de ficción y de corte documental. La mayoría de sus producciones se encuadran en el cine de bajo presupuesto y con un reparto no profesional. Entre sus películas más destacadas se encuentran:
- De nuevo a la vida (1973)
- Hagamos el milagro (1975)
- José Silverio Olaya (1977)
- Cantinflas no ha muerto (Vives en mi corazón chato) (1992)
- Mi crimen al desnudo (2001)
- Vedettes al desnudo (2003)
- Una chica buena de la mala vida (2004)
- Poseída por el diablo (En las garras de Lucifer) (2006)
- 300 millas en busca de mamá (2007)
- María y los niños pobres (2010)
- Virgen de Copacabana: su historia y sus milagros (2012)
- Mamita ¡no te mueras! Virgencita de Urcupiña (2013)
- Chesu mare: Bullying diabólico (2014)
- Sombras del demonio
- Los 7 pecados capitales y algo más...